# Youngolepis
Youngolepis är ett utdött släkte av förhistoriska lobfeniga fiskar som levde under äldre devon för cirka  407-416 miljoner år sedan. Fossil har hittats i Kina. Youngolepis var en liten rovdjursfisk som kunde bli 30 cm lång. 